# Nancy MacKay
Nancy MacKay, född den 6 april 1922 i Smethwick, död 2024 i Whitby, Ontario, var en kanadensisk friidrottare.
MacKay blev, tillsammans med Viola Myers, Diane Foster och Pat Jones, olympisk bronsmedaljör på löpning 4 × 100 meter vid sommarspelen 1948 i London.